# Chó dẫn đường

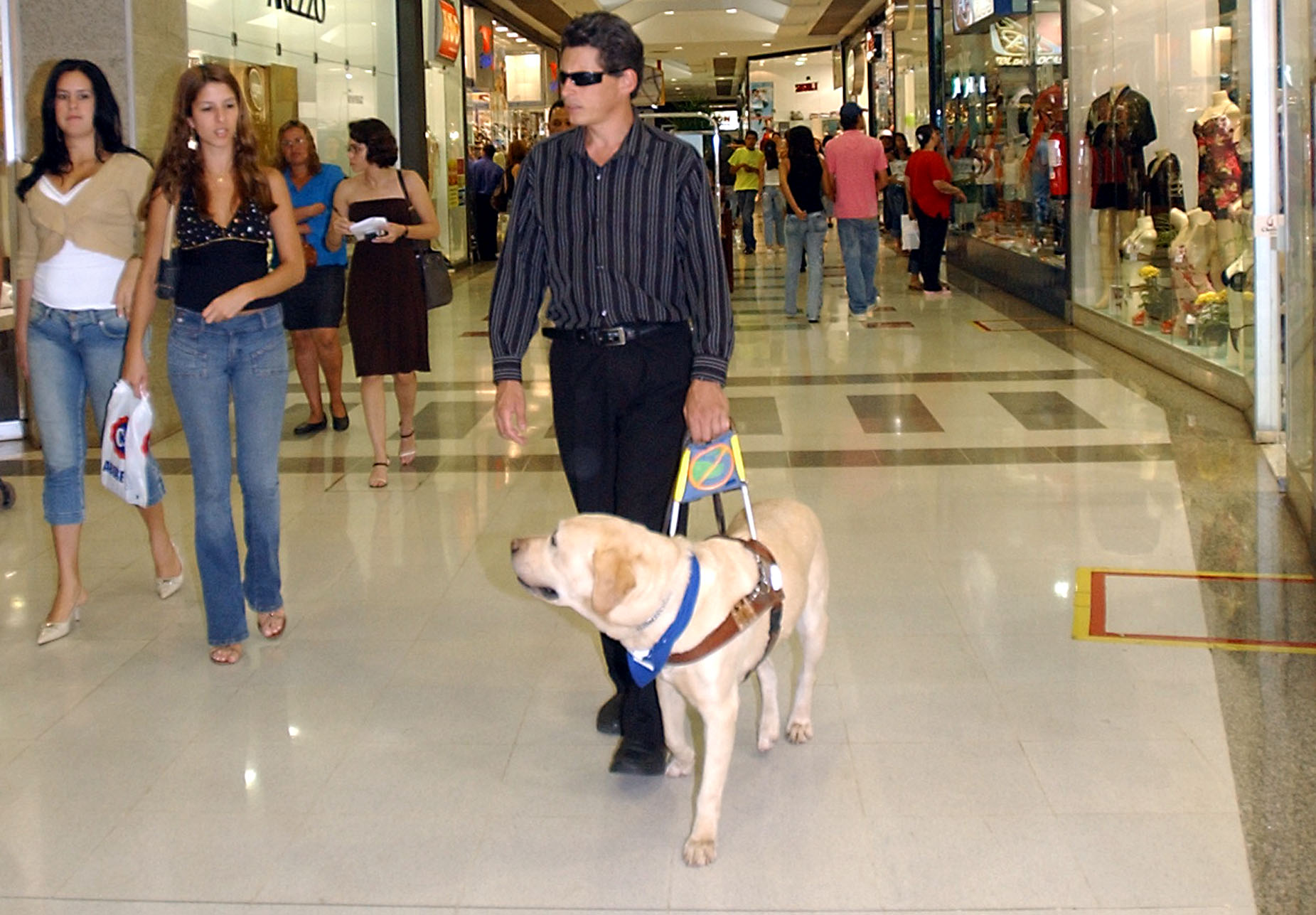
Một người mù được một chú chó dẫn đường tại Brasília, Brazil

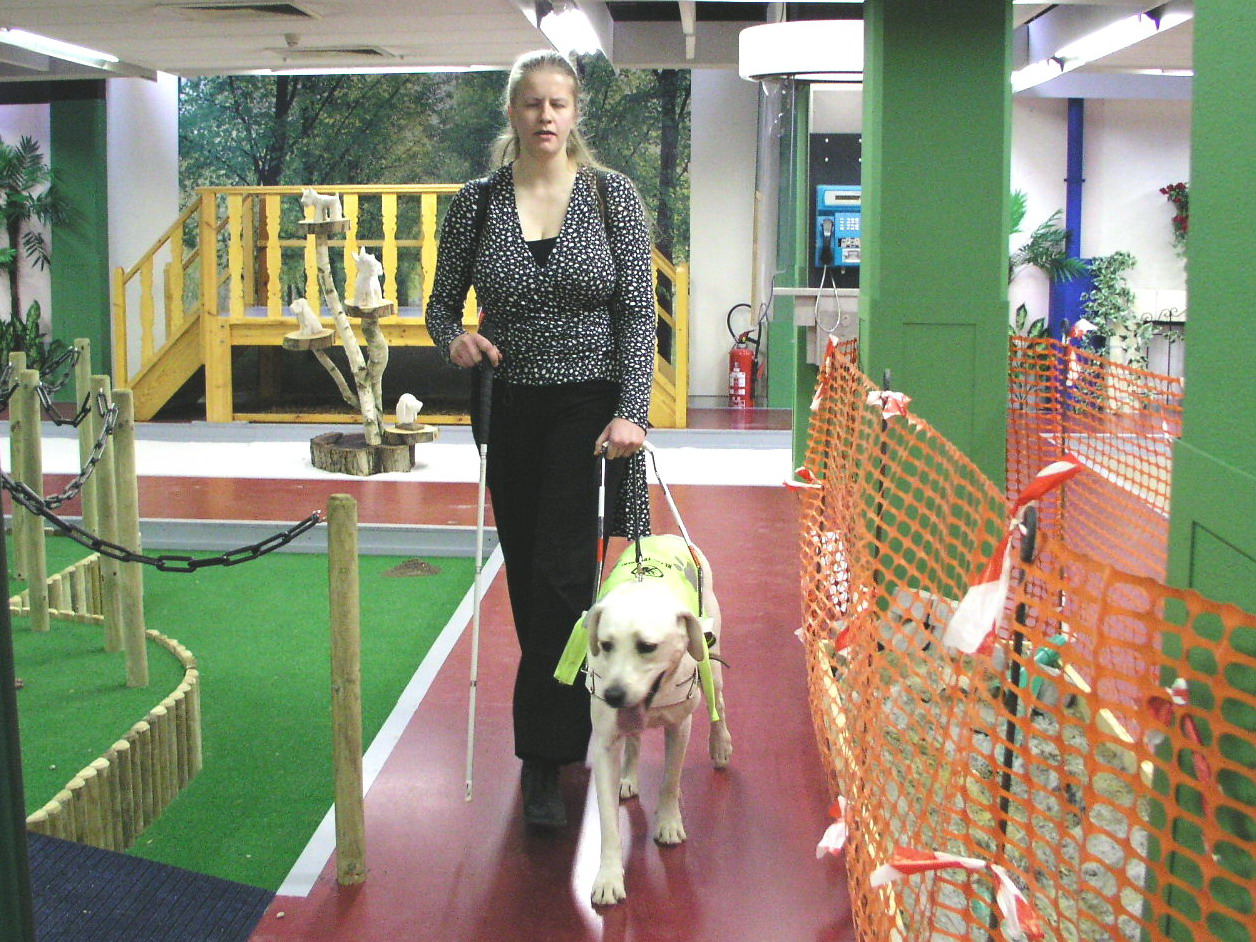
Một người phụ nữ học cách sử dụng chó dẫn đường trong một môi trường thử nghiệm.

Chó dẫn đường (tiếng Anh: Guide dogs, service animals, assistance animals hoặc thông thường là seeing eye dogs) là những chú chó huấn luyện để dẫn đường cho người mù hoặc khiếm thị qua những vật cản trên đường đi. Mặc dù chó có thể được huấn luyện để vượt qua nhiều chướng ngại vật, nhiều người mù màu (xanh-đỏ) không có khả năng diễn giải những biển báo đường phố. Con người chỉ đạo chó dẫn đường dựa trên những kĩ năng học được thông qua khóa huấn luyện chuyển động trước đây. Người điều khiển có thể được coi giống như hoa tiêu của máy bay, họ phải biết cách đi từ nơi này đến nơi khác, và con chó là phi công giúp họ đến nơi đó an toàn.
Chó dẫn đường bắt đầu được sử dụng trên thế giới từ Thế chiến 2. Tại một vài quốc gia, chó dẫn đường bên cạnh hầu hết chó dịch vụ đều được miễn cấm các quy định xuất hiện của động vật ở những nơi như nhà hàng hay phương tiện giao thông công cộng. Theo thống kê tại Anh, khoảng 44% tài xế taxi từ chối cho một người khiếm thị với một chú chó lên xe, khoảng 37% nhà hàng không tiếp khách đem theo chó. Nhưng tại Hàn Quốc, nơi nào từ chối tiếp người khiếm thị đem theo chó sẽ chịu phạt 2.500 USD. Mỗi chú chó dẫn đường tại Adelaide phải mất 18 - 20 năm huấn luyện, sau đó được bán với giá 30.000 USD.